# Князев, Иван Иванович
Ива́н Ива́нович Кня́зев (1754—1829) — российский государственный деятель, гвардии поручик, статский советник, Рязанский губернатор.

## Биография

### Происхождение
Родился в 1754 году. Происходил из рязанского дворянского рода Князевых, берущего начало от жившего в первой половине XVII века Максима Князева.

### Служба
Служба Ивана Ивановича началась в годы правления Екатерины II, при которой он служил в чине сержанта в армейском полку. Затем был переведён в лейб-гвардии Преображенский полк и через шесть лет вышел в отставку в чине гвардейского поручика.
Был помощником Петра фон-Сухтелена по строительству Северо-Екатерининского канала, в 1788 году — инженер-подполковник, главный строитель канала, хорошо известный Екатерине II. После завершения строительства канала, Князев подал прошение о переводе на юг, в армию Потемкина.
С 1789 года служил в Николаеве и в Крыму.  В 1789 году, будучи военным инженером, разработал первоначальный план верфи Николаева и поселка вокруг неё. В 1791 — назначен начальником специально созданной Канцелярии строений города Николаева и возглавил все проектирование и строительство в городе. Первоначальный план Князева в виде адмиралтейства, охваченного крепостью, с предместьями к 1790 году потерял свой смысл, так как граница России отодвинулась от Николаева, и необходимость строительства крепости в городе отпала. Полковник И. И. Князев и подполковник Ф. П. де Волан осуществляли в 1793 году непосредственное руководство строительством Севастопольской крепости.
Служил казначеем Зарайского уездного казначейства, а после получения ордена Святого Владимира IV степени — советником Рязанской казённой палаты.
В 1809 году Князев становится вице-губернатором, а в 1815 году — Рязанским губернатором, в каковой должности пробыл до 10 июля 1819 года. Последние годы жизни после отставки бывший губернатор проживал в своём доме № 90 во втором квартале Астраханской части города Рязани.
Умер 7 (19) января 1829 года в возрасте 75 лет в Рязани. Похоронен в Троицком монастыре. Могила не сохранилась.

## Деятельность в качестве губернатора
Поколение чиновников, к которому принадлежал Князев постепенно отходили в России от дел, заменяясь более молодыми и либеральными кандидатами. Во время губернаторства 60-летнего Князева административная машина губернии, ослабленная Отечественной войной находилась на грани остановки: в 1816 году в присутственных местах накопилось 11442 нерешённых дела, не предоставлялись в срок отчёты и не исполнялись требования. Обширная переписка губернатора с Министерством внутренних дел за 1815—1819 года свидетельствует о крайне упадочном состоянии казённых зданий, мостов и пожарного инструмента в губернии.
В уездных центрах большинство зданий, которые планировалось построить при учреждении губернии в 1778 году так и не были построены. Вместо них казённые учреждения находились в арендуемых частных, нередко деревянных зданиях, на аренду которых ежегодно уходили крупные суммы.
Однако в то же время в губернском центре были возведены несколько важных учреждений: здание губернской гимназии, центральной губернской больницы и духовной семинарии, сохранившиеся до сих пор.
Возвращаясь из южных губерний, 30 мая 1819 года Рязань посетил император Александр I. Он присутствовал на службе в кафедральном Успенском соборе и устроенном в его честь губернском балу, а на следующий день, после развода караулов осмотрел военный госпиталь, полковой лазарет, губернскую больницу, богадельню и острог. Практически сразу за визитом императора последовала отставка И. И. Князева.

## Награды
- Орден Святого Владимира 4-й степени

## Семья
Его отец Иван Титыч Князев.
Дядя — Анисим Титыч Князев.
Был женат на дочери майора и кавалера И. М. Скорнякова — Хионии Ивановны Князевой (Скорняковой). Их семья владела 516 крестьянами мужского пола в Егорьевском и Рязанском уезде, а также в Павлоградском уезде Екатерининской губернии.
Сыновья: Дмитрий и Николай.
Дочери: Наталья и Мария.